# Watcha Clan
Watcha Clan ist eine Band aus Marseille, die Einflüsse aus Reggae, Dub, Electronica und Jungle mischt. Ihre Songtexte sind auf Arabisch, Hebräisch, Spanisch, Jiddisch, Tuareg, Französisch und Englisch. Das Album Diaspora Hi-Fi war 2008 mehrere Monate lang in den Top 20 der World Music Charts Europe.

## Geschichte und Stil
Die Familiengeschichte von Bandleaderin Sista K ist eng mit ihrer Musik verwoben. Sie ist aschkenasische Jüdin mütterlicherseits und sephardisch sowie berberisch väterlicherseits. 1999 gründete die gebürtige Marseillerin die Band Watcha Clan. Ihre Musik zeichnet sich durch eklektischen Sound aus, der von Gnawa-Trance und Drum ’n’ Bass bis hin zu Hip-Hop, Balkan-Brass reicht und Sephardi-Folk mit Dancefloor-Beat, kombiniert.

## Diskografie
- 2001: Live at Cabaret Rouge (Vaï La Bott/Sous-Marin)
- 2002: Nomades A.K.A. (Vaï La Bott)
- 2005: Le Bastion (Vaï La Bott)
- 2006: Live Injection (Vaï La Bott)
- 2008: Diaspora Hi-Fi (Vaï La Bott/Piranha Records)
- 2009: Diaspora Remixed (Vaï La Bott/Piranha Records)
- 2011: Radio Babel (Vaï La Bott/Piranha Records)
- 2012: Radio Bal Remixes (Vaï La Bott/Piranha Records)

## Filmografie
- Jüdisch in Europa (mit Alice Brauner, Yves Kugelmann, ZDF/Arte, 2019, Teil 1)[4]